# Maria Pau Trayner
Maria Pau Trayner Vilanova (Vendrell, 2 de marzo de 1936) es una profesora, antropóloga, teóloga feminista, escolapia y activista social española. 

## Trayectoria
En 1957, ingresó en el Instituto de Hijas de María Religiosas de las Escuelas Pías como novicia e hizo los votos perpetuos en 1961 en la ciudad de Masnou, donde fue Superiora y Maestra de Novicias. En 1963, al entrar en el convento, inició la carrera de magisterio en la Escuela Sant Narcís de Gerona.
En 1975, se licenció en Filosofía y Letras por la Universidad de Barcelona y en 1993 obtuvo el doctorado en Geografía e Historia, Antropología Cultural e Historia de América y Asia en ese mismo centro. Se convirtió en activista social en el barrio de Can Serra, en Hospitalet de Llobregat, reinvidicando mejoras en materia de vivienda y servicios sociales. En 1976, como miembro de la asociación Grup de Dones de Can Serra, lideró el programa de formación feminista impartiendo cursos de alfabetización, formación en bordados, teatro, sala de gimnasio o la edición de libros de poesía.
Hasta 1985, ejerció como profesora en enseñanza secundaria en el barrio de Can Serra en el Institut Torres i Bages y en el Instituto Pedraforca de Formación frofesional. En 1986, colaboró con las comunidades eclesiales de Base de Nicaragua durante la Revolución Sandinista. Desde ese año y hasta 2016 participó en escuelas de alfabetización en Nicaragua y otros países de América Latina en colaboración con la ONGD Setem.
En 2000, se licenció en Ciencias Eclesiásticas y Teología Sistemática por la Facultad de Teología de Cataluña. Junto con Joana Ripollès-Ponsí Ortiz investigó y publicó una monografía sobre la abadesa Emma de Barcelona. Se convirtió en presidenta del Colectivo de Mujeres en la Iglesia por la Parida y también forma parte del Aula de Extensión Universitaria para Personas Mayores de la Universidad de Barcelona.

## Reconocimientos
En 2002, Maria Pau Trayner Vilanova recibió el Premio Equidad-Diferencia entre Hombres y Mujeres otorgado por el Instituto Catalán de las Mujeres, de la Generalidad de Cataluña, por su lucha por la igualdad entre mujeres y hombres en el ámbito religioso. Un par de años después, en 2004, recibió el título de Distinción Ciudadana del Ayuntamiento de Hospitalet de Llobregat. También ha sido galardona con el premio Iglesia Plural. En 2018, fue reconocida con el premio Memorial Àlex Seglers que reconoce trayectorias en defensa de la diversidad y el fomento de la convivencia.

## Obra
- 2008 – Emma de Barcelona. Monestir de Sant Joan de les Abadesses. Una dona a l’inici de la història de Catalunya (segles IX-X). Barcelona: Mediterrània. Con Joana Ripollès-Ponsí Ortiz.
- 2011 – Una història necessària. Col·lectiu de Dones en l'Església. 25 anys (1986-2011). con Sefa Amell, Joana Ripollès y Magda Tomà. Barcelona: Viena.
- 2013 – Guerrillera: mujer y comandante de la revolución sandinista: memorias de Leticia Herrera. Con Alberto González Casado, Maria Antònia Sabater Montserrat. Barcelona: Icaria.
- 2013 – Dones de l'Hospitalet, agents de canvi social. Con Conxa Llinàs Carmona y Juana Villazán Povedano. Hospitalet: Centre d'Estudis de l'Hospitalet.
- 2014 – La indústria tèxtil en mans de les dones. Con Conxa Llinàs. Hospitalet.
- 2015 – Hi som: aportació de les dones creients a la societat i a l'Església catalanes. Con Roser Garriga y Maria Antònia Sabater Montserrat. El Prat de Llobregat: Rúbrica.